# N-Nitrosodiethanolamin
N-Nitrosodiethanolamin ist eine chemische Verbindung aus der Gruppe der Nitrosamine.

## Vorkommen
N-Nitrosodiethanolamin wurde in vielen Kosmetika wie Shampoos nachgewiesen.

## Gewinnung und Darstellung
N-Nitrosodiethanolamin kann durch Reaktion von Nitrosierungsmitteln (Nitrite; 2-Brom-2-nitropropan-1,3-diol; Stickoxide) auf Diethanolamin und Triethanolamin gewonnen werden.

## Eigenschaften
N-Nitrosodiethanolamin ist eine leicht entzündbare, lichtempfindliche, gelbe Flüssigkeit, die mischbar mit Wasser ist. Sie zersetzt sich bei Erhitzung über ca. 200 °C.

## Sicherheitshinweise
Die Dämpfe von N-Nitrosodiethanolamin können mit Luft ein explosionsfähiges Gemisch (Flammpunkt 11 °C) bilden.

## Regulierung
Über den Safe Drinking Water and Toxic Enforcement Act of 1986 besteht in Kalifornien seit dem 1. Januar 1988 eine Kennzeichnungspflicht für Produkte, die N-Nitrosodiethanolamin enthalten.